# IC 4591
IC 4591 bezeichnet einen Reflexionsnebel und einen Stern (13 Sco) im Sternbild Skorpion. Das Objekt wurde am 23. Mai 1895 von Edward Barnard entdeckt.